# 饶阳公主 (北魏)
饶阳公主（?—?），中国南北朝北魏公主。
饶阳公主嫁给了穆伯智，穆伯智是穆泰的儿子，八岁侍学东宫，十岁拜太子洗马、散骑侍郎。尚饶阳公主，拜驸马都尉。早卒。子穆喈。穆泰是章武公主的驸马，后来获罪被杀。

## 传记资料
- 《魏书·卷二十七·列传第十五》
- 《册府元龟 卷三百 外戚部·总序》
- 《北史·卷二十·列传第八》